# Björksele
Björksele (umesamiska Stuarbiergies) är en småort i Björksele distrikt (Lycksele socken) i Lycksele kommun. 
År 1920 gjordes det så kallade Björkselefyndet vid Valltjärn en knapp mil nordväst om Björksele.

## Befolkningsutveckling
| Befolkningsutvecklingen i Björksele 1950–2015 | Befolkningsutvecklingen i Björksele 1950–2015 | Befolkningsutvecklingen i Björksele 1950–2015 | Befolkningsutvecklingen i Björksele 1950–2015 | Befolkningsutvecklingen i Björksele 1950–2015 |
| --------------------------------------------- | --------------------------------------------- | --------------------------------------------- | --------------------------------------------- | --------------------------------------------- |
|                                               |                                               |                                               |                                               |                                               |
| År                                            |                                               |                                               | Folkmängd                                     | Areal (ha)                                    |
| 1950                                          | 1950                                          |                                               | 352                                           |                                               |
| 1960                                          | 1960                                          |                                               | 260                                           |                                               |
| 1965                                          | 1965                                          |                                               | 218                                           |                                               |
| 1990                                          | 1990                                          |                                               | 150                                           | 45#                                           |
| 1995                                          | 1995                                          |                                               | 140                                           | 49#                                           |
| 2000                                          | 2000                                          |                                               | 118                                           | 49#                                           |
| 2005                                          | 2005                                          |                                               | 106                                           | 49#                                           |
| 2010                                          | 2010                                          |                                               | 95                                            | 49#                                           |
| 2015                                          | 2015                                          |                                               | 85                                            | 64#                                           |
| Anm.: Upphörde som tätort 1970. # Som småort. |                                               |                                               |                                               |                                               |